# بوی واترمن
بوی واترمن (هلندی: Boy Waterman؛ زادهٔ ۲۴ ژانویهٔ ۱۹۸۴) بازیکن فوتبال اهل هلند است که در پست دروازه‌بان بازی می‌کند.

## باشگاهی
از باشگاه‌هایی که در آن بازی کرده‌است می‌توان به آزد آلکمار، پی‌اس‌وی آیندهوون، دن هاگ، آلمانیا آخن، دی گرافشاپ، هیرنفین، آزد آلکمار، کاردمیر قره‌بوک‌اسپور، باشگاه فوتبال آپوئل و باشگاه فوتبال واکینگ اشاره کرد.

## تیم ملی
وی همچنین در تیم ملی فوتبال زیر ۱۹ سال هلند و تیم ملی فوتبال زیر ۲۱ سال هلند بازی کرده‌است.